# Релаксація (фізика)
Релаксація (англ. relaxation; нім. Relaxation f, Ermüdung f) — процес зменшення величини збурення у фізичній системі завдяки дисипації енергії, поступовий перехід фізичної системи до стану рівноваги. Часто характеризується часом релаксації.
- 1) Процес поступового переходу фізичної чи фізико-хімічної системи з нерівноважного стану, спричиненого зовнішніми впливами, у стан термодинамічної рівноваги або в певний стаціонарний стан. До релаксації належать: вирівнювання концентрації розчиненої речовини в розчині після того, коли вона вся розчинилася; розряджання електричного конденсатора тощо. Характеризують різні види релаксації часом її перебігу.

- 2) Релаксація напружень — процес зменшення напружень у часі внаслідок теплового руху при незмінних зовнішніх умовах і розмірах тіла. Час, протягом якого напруга зсуву в тілі зменшиться в е разів (е = 2,71828…), називається періодом релаксації і позначається θ: θ = µ / κ, де µ — динамічний коефіцієнт в'язкості рідини; κ — модуль пружності; ε — деформація. Якщо τ — час дії сили на тіло, більший за період релаксації (τ >θ), то тіло — рідина, якщо навпаки (τ<θ), то тіло — тверде.

## Дотичний термін
Релаксація (англ. relaxation, relaxational, нім. relaxatisch, Relaxations…) — пов'язаний з релаксацією; р е л а к с а ц і й н і  к о л и в а н н я — автоколивання, які за формою (графіком) дуже відрізняються від синусоїдальних (гармонічних) коливань завдяки тому, що в системах, де вони відбуваються, істотну роль відіграють дисипативні сили (тертя, в'язкість — у механічних системах, активний опір — у електричних системах).